# Большое Святцово
Большое Свя́тцово — деревня в Торжокском районе Тверской области. Центр Большесвятцовского сельского поселения.
Находится в 12 км к северу от города Торжка.

## Население
| 1859 | 1884 | 1920 | 1997 | 2002 | 2010 |
| ---- | ---- | ---- | ---- | ---- | ---- |
| 369  | ↗390 | ↗394 | ↘313 | ↘281 | ↗307 |

## История
Во второй половине XIX — начале XX века деревня Большое Святцово относилась к Константиновскому приходу Никольской волости Новоторжского уезда. В 1884 году — 75 дворов, 390 жителей.
С 1920 года Большое Святцово центр одноимённого сельсовета.
В 1997 году — 116 хозяйств, 313 жителей. Администрация Большесвятцовского сельского округа, центральная усадьба колхоза им. Ленина, средняя школа, детсад, ДК.